# Kremlin Cup 2021
Kremlin Cup 2021, oficiálně se jménem sponzora VTB Kremlin Cup 2021, byl společný tenisový turnaj mužského okruhu ATP Tour a ženského okruhu WTA Tour, hraný na krytých dvorcích s tvrdým povrchem v Paláci gymnastiky Iriny Vinerové-Usmanové a Paláci sportu Lužniki. Konal se mezi 18. až 24. říjnem 2021 v ruském hlavním městě Moskvě jako třicátý první ročník mužského a dvacátý pátý ročník ženského turnaje. V sezóně 2020 se neuskutečnil pro koronavirovou pandemii.
Mužská polovina dotovaná 779 515 dolary patřila do kategorie ATP Tour 250. Ženská část s rozpočtem 565 530 dolarů byla součástí kategorie WTA 500. Nejvýše nasazenými hráči v singlových soutěžích se stali pátý tenista světa Andrej Rubljov z Ruska a mezi ženami běloruská světová dvojka Aryna Sabalenková. Jako poslední přímí účastníci do dvouher nastoupili 75. hráč žebříčku Mikael Ymer ze Švédska a 67. tenistka žebříčku, Němka Andrea Petkovicová.
Druhý singlový titul na okruhu ATP Tour vybojoval Rus Aslan Karacev, jenž se poprvé posunul do elitní světové dvacítky. Čtvrtou trofej z dvouhry okruhu WTA Tour získala 
Estonka Anett Kontaveitová, která ovládla již třetí turnaj za předchozí dva měsíce. Premiérový společný start v soutěžích mužské čtyřhry proměnili v titul Fin Harri Heliövaara s Nizozemcem Matwém Middelkoopem. Rovněž první párovou trofej z ženské čtyřhry si odvezly Lotyška Jeļena Ostapenková s Češkou Kateřinou Siniakovou.

## Rozdělení bodů a finančních odměn

### Rozdělení bodů
| Soutěž         | Soutěž | vítězové | finalisté | semifinalisté | čtvrtfinalisté | 16 v kole | 32 v kole | Q  | Q2 | Q1 |
| -------------- | ------ | -------- | --------- | ------------- | -------------- | --------- | --------- | -- | -- | -- |
| dvouhra mužů   | [ 2 ]  | 250      | 150       | 90            | 45             | 20        | 0         | 12 | 6  | 0  |
| mužská čtyřhra | [ 9 ]  | 250      | 150       | 90            | 45             | 20        | —         | —  | —  | —  |
| ženská dvouhra | [ 3 ]  | 470      | 305       | 185           | 100            | 55        | 1         | 25 | 13 | 1  |
| ženská čtyřhra | [ 10 ] | 470      | 305       | 185           | 100            | 1         | —         | —  | —  | —  |

### Finanční odměny
| Soutěž                                  | Soutěž       | vítězové | finalisté | semifinalisté | čtvrtfinalisté | 16 v kole | 32 v kole | Q2      | Q1      |
| --------------------------------------- | ------------ | -------- | --------- | ------------- | -------------- | --------- | --------- | ------- | ------- |
| dvouhra mužů                            | [ 2 ] [ 11 ] | 68 380 $ | 49 025 $  | 34 900 $      | 23 260 $       | 14 960 $  | 9 000 $   | 4 395 $ | 2 285 $ |
| čtyřhra mužů                            | [ 9 ]        | 25 530 $ | 18 280 $  | 12 050 $      | 7 820 $        | 4 590 $   | —         | —       | —       |
| dvouhra žen                             | [ 3 ] [ 12 ] | 68 570 $ | 51 000 $  | 32 400 $      | 15 500 $       | 8 200 $   | 6 650 $   | 5 000 $ | 2 565 $ |
| čtyřhra žen                             | [ 10 ]       | 25 230 $ | 17 750 $  | 10 000 $      | 5 500 $        | 3 500 $   | —         | —       | —       |
| Ve čtyřhrách jsou částky uvedeny na pár |              |          |           |               |                |           |           |         |         |

## Dvouhra mužů

### Nasazení
| Stát                         | Hráč             | ATP | Nasazení |
| ---------------------------- | ---------------- | --- | -------- |
| Rusko                        | Andrej Rubljov   | 5.  | 1.       |
| Rusko                        | Aslan Karacev    | 23. | 2.       |
| Rusko                        | Karen Chačanov   | 29. | 3.       |
| Kazachstán                   | Alexandr Bublik  | 34. | 4.       |
| Srbsko                       | Filip Krajinović | 37. | 5.       |
| Chorvatsko                   | Marin Čilić      | 41. | 6.       |
| Bělorusko                    | Ilja Ivaška      | 45. | 7.       |
| Srbsko                       | Laslo Djere      | 47. | 8.       |
| Žebříček ATP k 4. říjnu 2021 |                  |     |          |

### Jiné formy účasti
Následující hráčí obdrželi divokou kartu do hlavní soutěže:
- Jevgenij Donskoj
- Alibek Kačmazov
- Roman Safiullin

Následující hráči obsrželi zvláštní výjimku:
- Guido Pella
- Gilles Simon

Následující hráči postoupili z kvalifikace:
- Damir Džumhur
- Jegor Gerasimov
- Borna Gojo
- Illja Marčenko

Následující hráč postoupil do hlavní soutěže jako šťastný poražený:
- Ričardas Berankis

### Odhlášení
před zahájením turnaje
- Pablo Andújar → nahradil jej  Federico Coria
- Ilja Ivaška → nahradil jej  Ričardas Berankis
- Sebastian Korda → nahradil jej  Gilles Simon
- Daniil Medveděv → nahradil jej  Mikael Ymer

## Mužská čtyřhra

### Nasazení
| Stát                                                                    | Hráč            | Stát      | Hráč               | ATP | Nasazení |
| ----------------------------------------------------------------------- | --------------- | --------- | ------------------ | --- | -------- |
| Jižní Afrika                                                            | Raven Klaasen   | Japonsko  | Ben McLachlan      | 57. | 1.       |
| Kazachstán                                                              | Andrej Golubjev | Monako    | Hugo Nys           | 94. | 2.       |
| Austrálie                                                               | Luke Saville    | Austrálie | John-Patrick Smith | 96. | 3.       |
| Bosna a Hercegovina                                                     | Tomislav Brkić  | Srbsko    | Nikola Ćaćić       | 97. | 4.       |
| Žebříček ATP k 4. říjnu 2021; číslo je součtem umístění obou členů páru |                 |           |                    |     |          |

### Jiné formy účasti
Následující páry obdržely divokou kartu do hlavní soutěže:
- Aslan Karacev /  Richard Muzajev
- Pavel Kotov  /  Roman Safiullin

### Odhlášení
před zahájením turnaje
- Pablo Andújar /  Laslo Djere → nahradili je  Laslo Djere /  Guido Pella
- Marcelo Arévalo /  Matwé Middelkoop → nahradili je  Harri Heliövaara /  Matwé Middelkoop
- Marin Čilić /  Sebastian Korda → nahradili je  Ilja Ivaška /  Pedro Martínez

## Ženská dvouhra

### Nasazení
| Stát                         | Hráčka                     | WTA | Nasazení |
| ---------------------------- | -------------------------- | --- | -------- |
| Bělorusko                    | Aryna Sabalenková          | 2.  | 1.       |
| Španělsko                    | Garbiñe Muguruzaová        | 6.  | 2.       |
| Řecko                        | Maria Sakkariová           | 9.  | 3.       |
| Rusko                        | Anastasija Pavljučenkovová | 13. | 4.       |
| Tunisko                      | Ons Džabúrová              | 14. | 5.       |
| Německo                      | Angelique Kerberová        | 15. | 6.       |
| Kazachstán                   | Jelena Rybakinová          | 16. | 7.       |
| Rumunsko                     | Simona Halepová            | 17. | 8.       |
| Estonsko                     | Anett Kontaveitová         | 20. | 9.       |
| Žebříček WTA k 4. říjnu 2021 |                            |     |          |

### Jiné formy účasti
Následující hráčky obdržely divokou kartu do hlavní soutěže:
- Simona Halepová
- Anett Kontaveitová
- Anastasija Potapovová
- Aryna Sabalenková

Následující hráčky postoupily z kvalifikace:
- Anna Kalinská
- Aleksandra Krunićová
- Bernarda Peraová
- Oxana Selechmetěvová
- Lesja Curenková
- Čeng Čchin-wen

Následující hráčka postoupila do hlavní soutěže jako šťastná poražená:
- Irina Baraová

### Odhlášení
před zahájením turnaje
- Bianca Andreescuová → nahradila ji  Anhelina Kalininová
- Paula Badosová → nahradila ji  Andrea Petkovicová
- Belinda Bencicová → nahradila ji  Dajana Jastremská
- Danielle Collinsová → nahradila ji  Markéta Vondroušová
- Angelique Kerberová  → nahradila ji  Irina Baraová
- Petra Martićová → nahradila ji  Kateřina Siniaková
- Elise Mertensová → nahradila ji  Ljudmila Samsonovová
- Emma Raducanuová → nahradila ji  Tereza Martincová

## Ženská čtyřhra

### Nasazení
| Stát                                                                    | Hráčka             | Stát     | Hráčka                | WTA | Nasazení |
| ----------------------------------------------------------------------- | ------------------ | -------- | --------------------- | --- | -------- |
| Chile                                                                   | Alexa Guarachiová  | USA      | Desirae Krawczyková   | 29. | 1.       |
| Lotyšsko                                                                | Jeļena Ostapenková | Česko    | Kateřina Siniaková    | 35. | 2.       |
| Česko                                                                   | Marie Bouzková     | Česko    | Lucie Hradecká        | 70. | 3.       |
| Ukrajina                                                                | Nadija Kičenoková  | Rumunsko | Ioana Raluca Olaruová | 72. | 4.       |
| Žebříček WTA k 4. říjnu 2021; číslo je součtem umístění obou členů páru |                    |          |                       |     |          |

### Jiné formy účasti
Následující pár obdržel divokou kartu do hlavní soutěže:
- Oxana Selechmetěvová /  Anastasija Tichonovová

Následující pár nastoupil pod žebříčkovou ochranou:
- Věra Lapková /  Lidzija Marozavová

### Odhlášení
před zahájením turnaje
- Sharon Fichmanová /  Giuliana Olmosová → nahradily je  Anna Kalinská /  Anastasija Potapovová
- Veronika Kuděrmetovová /  Jelena Vesninová → nahradily je  Natela Dzalamidzeová /  Kamilla Rachimovová
- Arina Rodionovová /  Aljaksandra Sasnovičová → nahradily je  Anna Danilinová /  Arina Rodionovová
- Monica Niculescuová /  Elena-Gabriela Ruseová → nahradily je  Věra Lapková /  Lidzija Marozavová

## Přehled finále

### Mužská dvouhra
- Aslan Karacev vs.  Marin Čilić, 6–2, 6–4

### Ženská dvouhra
- Anett Kontaveitová vs.  Jekatěrina Alexandrovová, 4–6, 6–4, 7–5

### Mužská čtyřhra
- Harri Heliövaara /  Matwé Middelkoop vs.  Tomislav Brkić /  Nikola Ćaćić, 7–5, 4–6, [11–9]

### Ženská čtyřhra
- Jeļena Ostapenková /  Kateřina Siniaková vs.  Nadija Kičenoková /  Ioana Raluca Olaruová, 6–2, 4–6, [10–8]